# 池田哲夫
池田 哲夫（いけだ てつお）は、日本の計算機科学者（データ工学・情報検索・GIS）。学位は博士（工学）（東京大学・2001年）。静岡県立大学名誉教授。
日本電信電話公社、日本電信電話株式会社での勤務を経て、岩手県立大学ソフトウェア情報学部教授、静岡県立大学経営情報学部教授、静岡県立大学情報センターセンター長、静岡県立大学大学院経営情報イノベーション研究科研究科長（第4代）などを歴任した。

## 概要
データベース工学、情報検索、地理情報システムなどを専攻する計算機科学者である。日本電信電話公社、日本電信電話を経て岩手県立大学や静岡県立大学で教鞭を執った。

## 来歴

### 生い立ち
東京大学理学部情報科学科にて情報科学を学び、同大学の大学院では理学系研究科にて修士課程に進んだ。
大学院修了後は、日本電信電話公社に採用され、データベース管理システムやインターネット検索に関する情報システムの開発などを担当した。
2001年（平成13年）、東京大学より博士（工学）の学位を授与された。論文は「異種データベースシステムの連携技術に関する研究」。

### 研究者として
その後、岩手県立大学に転じ、ソフトウェア情報学部にて教授に就任した。その後、静岡県立大学に移り経営情報学部経営情報学科にて教授を務めていた。また、同大学の情報センターにてセンター長を務めていた。静岡県立大学大学院では経営情報学研究科経営情報学専攻にて教授を兼務していた。また、静岡県立大学大学院に経営情報イノベーション研究科が新設されると、同研究科の経営情報イノベーション専攻の教授も兼務することとなった。なお、既存の経営情報学研究科は、在学中の院生が修了予定の2012年（平成24年）3月まで存続するため、その間は双方の研究科の教授を務めることとなった。2017年（平成29年）、静岡県立大学の情報センターのセンター長を退任することとなり、その後任には湯瀬裕昭が選任された。また、金川幸司の後任として、経営情報イノベーション研究科の研究科長に就任することとなった。2022年（令和4年）3月31日、静岡県立大学を退職した。のちに名誉教授の称号を授与された。

## 研究
専門は情報学であり、データベース工学、情報検索、地理情報システムなど情報工学分野を中心とした研究を行っている。具体的には、地理情報システムや自然言語処理、データマイニング、および、情報検索に関する技術の応用研究に取り組んでいる。

## 略歴
- 1979年 - 東京大学理学部卒業。
- 1981年 - 東京大学大学院理学系研究科修士課程修了。
- 1981年 - 日本電信電話公社入社。
- 2002年 - 岩手県立大学ソフトウェア情報学部教授。
- 2006年 - 静岡県立大学経営情報学部教授。
- 2006年 - 静岡県立大学大学院経営情報学研究科教授。
- 2007年 - 静岡県立大学情報センターセンター長]。
- 2011年 - 静岡県立大学大学院経営情報イノベーション研究科教授。
- 2017年 - 静岡県立大学大学院経営情報イノベーション研究科研究科長。
- 2022年 - 静岡県立大学退職[2]。